# Aleksander Jarmołyszko
Aleksander Jarmołyszko (ur. 18 lutego 1906 w Łapach, zm. 10 grudnia 1998 w Białymstoku) – polski lekkoatleta chodziarz.

## Kariera
Był wicemistrzem Polski w chodzie na 50 km w 1932 (pokonał go Kazimierz Powierza). Ustanowił wówczas swój rekord życiowy czasem 5:02:48,0.
Był zawodnikiem YMCA Białystok (1925-1926) i Jagiellonii Białystok (1927-1939).
Miał wykształcenie średnie ogólne. Z zawodu był piekarzem.